# Flatirons Rush Soccer Club
Colorado Rush Soccer Club é um clube americano de futebol de Lakewood, Colorado, que compete na Divisão das Montanhas da USL League Two.

## História
O clube foi fundado em 1997,quando o Club Columbine e o Lakewood United Soccer Club anunciaram que estavam se fundindo. Eles são propriedade da Rush Sports, que também é dono de três outras equipes da USL2 - Cedar Stars Rush, Daytona Rush SC e Virginia Beach United.
O clube foi iria estrar na USL League Two durante a temporada de 2020, no entanto, a temporada foi cancelada devido à pandemia de COVID-19. Eles servirão como o único time baseado no Colorado na liga, preenchendo a lacuna deixada quando o Colorado Rapids U-23 deixou a liga, após a temporada de 2018 da PDL.